# Машинобудівник (стадіон, Карлівка)
Стадіон «Машинобудівник» — футбольний стадіон у місті Карлівка Полтавської області. Домашня арена футбольного клубу «Карлівка».

## Історія
У 2012 році проведено повну реконструкцію стадіону: він отримав нове ігрове поле з натуральним покриттям, було встановлено 1300 пластикових сидінь для глядачів і відремонтовано підтрибунні приміщення.
На стадіоні проходили матчі футбольного клубу «Карлівка» у чемпіонаті Полтавської області, а в сезонах 2012/13 і 2013/14 — у другій лізі чемпіонату України.
Через збройну агресію Росії на сході України стадіон тимчасово став домашньою ареною для алчевської «Сталі» та донецького «Шахтаря-3» у сезоні 2014/15 та приймав матчі цих клубів у першій і другій лігах чемпіонату України відповідно.